# مارسیو آزودو
مارسیو گونزاگا دِ آزودو (پرتغالی: Márcio Gonzaga de Azevedo؛ زادهٔ ۵ فوریهٔ ۱۹۸۶) که عموماً با نام مارسیو آزودو شناخته می‌شود، بازیکن فوتبال اهل برزیل است.
از باشگاه‌هایی که در او آن بازی کرده‌، می‌توان به فورتالزا، اتلتیکو پارانائنزه، بوتافوگو، متالیست خارکوف، شاختار دونتسک و پائوک اشاره کرد.